# Białobrzegi (gmina w województwie mazowieckim)
Białobrzegi (do 1870 gmina Sucha) – gmina miejsko-wiejska w województwie mazowieckim, w powiecie białobrzeskim. W latach 1975–1998 gmina położona była w województwie radomskim.
Siedziba władz gminy to miasto Białobrzegi.
Według danych z 1 stycznia 2024 r. gminę zamieszkiwało 9766 osób.

## Struktura powierzchni
Według danych z roku 2002 gmina Białobrzegi ma obszar 78,93 km², w tym:
- użytki rolne: 47%
- użytki leśne: 42%

Gmina stanowi 12,35% powierzchni powiatu.

## Demografia

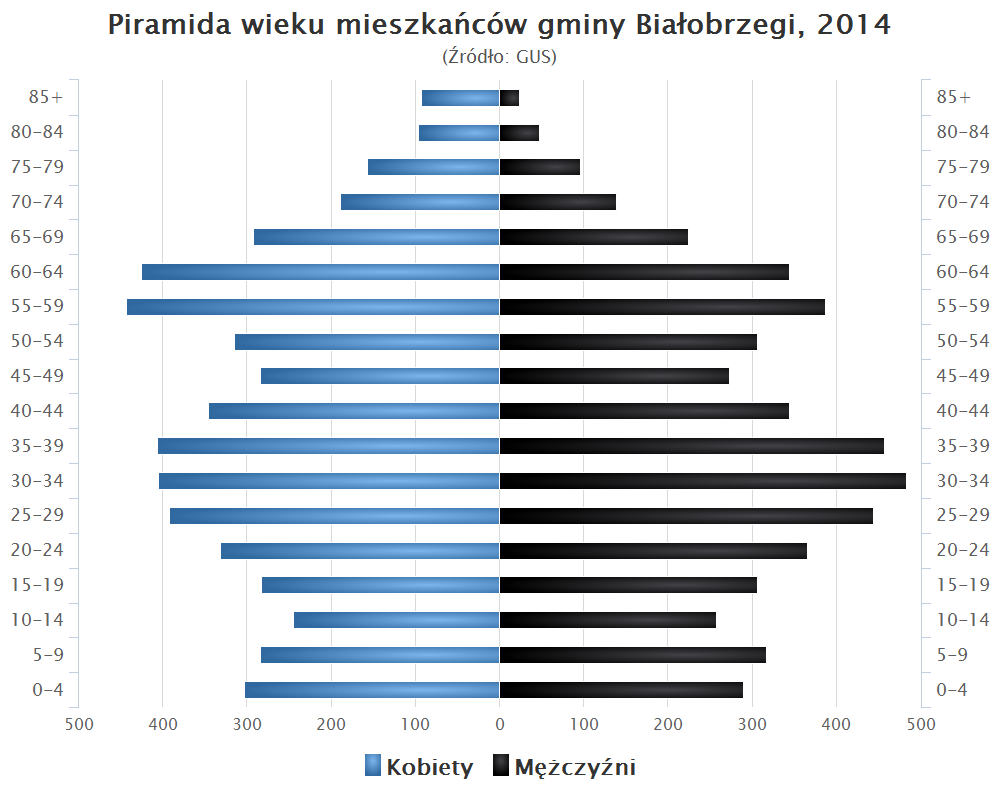
Piramida wieku mieszkańców gminy Białobrzegi w 2014 roku

Dane z 30 czerwca 2004:
| Opis                              | Ogółem | Ogółem | Kobiety | Kobiety | Mężczyźni | Mężczyźni |
| --------------------------------- | ------ | ------ | ------- | ------- | --------- | --------- |
| jednostka                         | osób   | %      | osób    | %       | osób      | %         |
| populacja                         | 10 227 | 100    | 5186    | 50,7    | 5041      | 49,3      |
| gęstość zaludnienia (mieszk./km²) | 129,6  | 129,6  | 65,7    | 65,7    | 63,9      | 63,9      |

## Sołectwa
Brzeska Wola, Brzeźce, Budy Brankowskie, Jasionna, Kamień, Mikówka, Okrąglik, Stawiszyn, Sucha, Szczyty

## Sąsiednie gminy
Promna, Radzanów, Stara Błotnica, Stromiec, Warka, Wyśmierzyce.